# Hannoversche Landeskreditanstalt

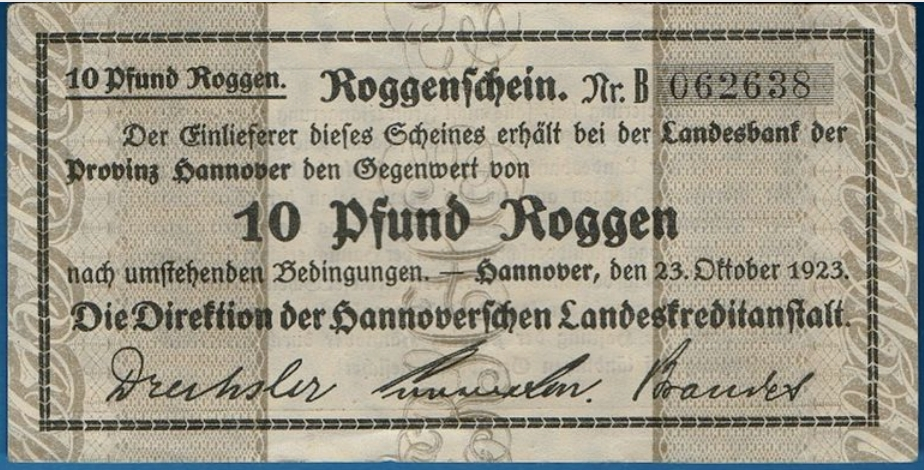
1923: Schuldverschreibung auf Roggenbasis zur Zeit der Deutsche Hyperinflation, mit drei Unterschriften...

Die Hannoversche Landeskreditanstalt (HLKA) (auch: Hannoversche Landesbank) war eine im 19. Jahrhundert im Zusammenhang mit der Bauernbefreiung gegründete Bank im Königreich Hannover. Die Anstalt fusionierte 1970 in die NORD/LB.

## Geschichte
Die Hannoversche Landeskreditanstalt wurde per Gesetz zur Beendigung der Grundherrschaft im Königreich Hannover ins Leben gerufen, nachdem zunächst das Ablösungsgesetz vom 10. Oktober 1831 sowie die Ablösungsordnung vom 23. Juli 1833 erlassen worden war. Die Bank sollte den erblich auf ihren Höfen sitzenden Bauern die notwendigen Kredite zur Verfügung stellen, die die Bauern zur Ablösung ihrer Lasten gegenüber ihren Grundherren benötigten.
Die beabsichtigte Kreditvergabe stellte einen Unterschied zur Bauernbefreiung in Preußen dar: Die Lasten der Bauern sollten im Königreich Hannover nicht durch Abtretung von Land abgelöst werden, vielmehr sollten die Höfe aus steuerlichen Gründen sowohl in ihrer Größe als möglichst auch in ihrer Ertragslage erhalten bleiben.
Am 15. Januar 1841 nahm die Hannoversche Landeskreditanstalt ihren Betrieb auf und konnte kaum ein Vierteljahrhundert später um 1865 die Ablösung von 76,5 Prozent aller Lasten der Bauern im Königreich als Erfolg verbuchen. Sehr schnell hatte sich auch das Tätigkeitsfeld der Anstalt erweitert, so dass bald sämtliche Güter, Höfe und Grundbesitze im Bereich der Landwirtschaft beliehen werden konnten.
Nach der Annexion des hannoverschen Königreichs durch Preußen wurde 1867 in der nunmehr preußischen Provinz Hannover zunächst der „Provinzialverband“ gegründet und 1869 per Gesetz die Einordnung der HLKA und ihre Kreditvergabe geregelt.

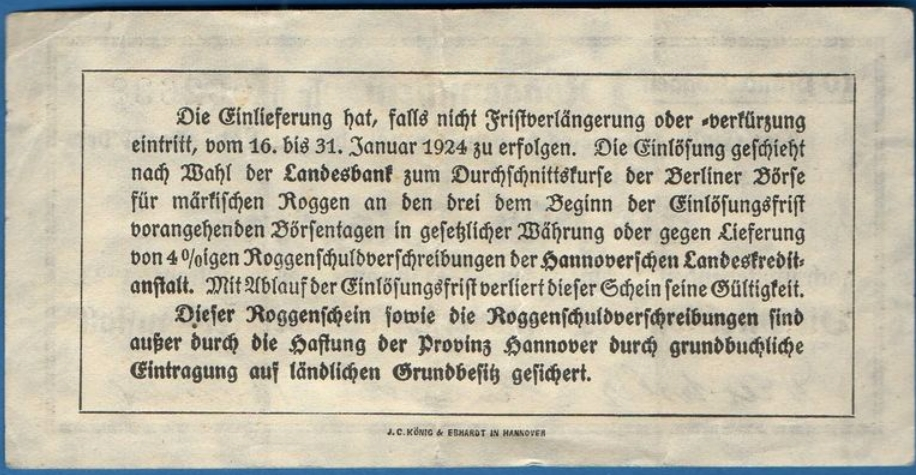
Rückseite des „Roggenscheins“ von 1923, gedruckt von der Geschäftsbücherfabrik J. C. König & Ebhardt

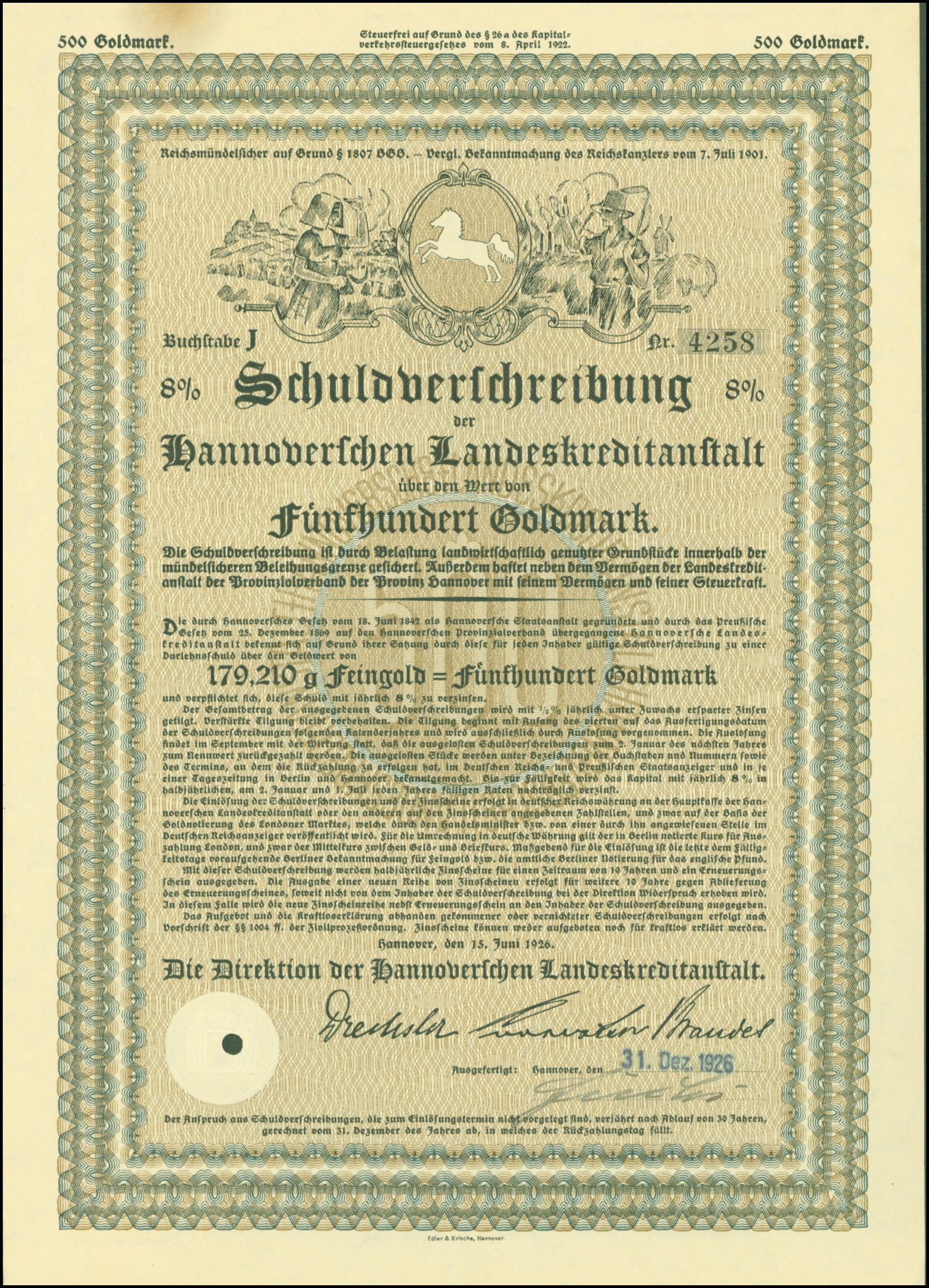
Schuldverschreibung über 500 Goldmark der Hannoverschen Landeskreditanstalt vom 15. Juni 1926

Nach dem Ende des Ersten Weltkrieges und des Deutschen Kaiserreichs sah sich die Hannoversche Landeskreditanstalt zu Beginn der Weimarer Republik einerseits einem Produktionsrückgang in der Landwirtschaft gegenüber und dadurch einem erhöhten Bedarf an Infrastruktur-Investitionen. Andererseits engte die Deutsche Hyperinflation den Spielraum der Anstalt immer weiter ein, so dass sich die HLKA 1923/24 gezwungen sah, Schuldverschreibungen auf der Basis von Roggen herauszugeben.
Nach der Zeit des Nationalsozialismus und dem Zweiten Weltkrieg wurde die Landeskreditanstalt, die nach wie vor eigene Kredite vergab, in die Abwicklung von Maßnahmen der öffentlichen Hand einbezogen. Beispielsweise wurden besondere Kredite zur Eingliederung von Flüchtlingen und Heimatvertriebenen vergeben und ein Programm zur Verbesserung der Agrarstruktur durchgeführt.
Zum 1. Juli 1970 initiierte der niedersächsische Finanzminister und spätere Ministerpräsident Alfred Kubel die Gründung der NORD/LB, in die mit drei anderen Banken auch die HLKA einbezogen wurde.

## Persönlichkeiten
- Otto Biedenweg; 1879 Bankdirektor und Bauherr der 1879 von Heinrich Köhler errichteten Hauses Biedenweg in der Prinzenstraße 17[5]